# Стереотактичка биопсија
Стереотактичка биопсија је врста биопсије која користи рачунар и тродимензионални координатни система за скенирање да би се пронашло и прецизно одредило место рака (тумора) и водио инструмент за узимање ткива за преглед од стране патолога под микроскопом (као нпр. код рака мозга, рака дојке или микрокалцификација у дојци).
Ову процедуру обично ради радиолог или онколошки хирург.

## Опште информације
Стереотаксија спада у групу минимално инвазивних дијагностичких или терапијских поступака којима се веома пажљиво циљају процеси болести или структуре ткива, уз помоћ тродимензионалног координатног система.
Правила стереотаксије почивају на чињеници да се глава или дојка болесника сматра геометријским телом које може да се подели у три међусобно вертикалне равни, које чине координатни систем, а свака тачка унутар главе или дојке може се приказати као растојање од сваке од тих равни. Тиме је могуће тачно лоцирати процес болести и пласирати инструмент за  терапију или биопсију у односу на циљано ткиво.
Мање је инвазивна метода од хируршке биопсије, јер оставља мало или нимало ожиљака и може бити одличан начин за процену наслага калцијума или ситних маса које нису видљиве на ултразвуку.

## Намена
Стереотактичка биопсија вођена рендгенским зрацима се користи за непалпабилне лезије (лезије које не могу се опипати ручно) или за лезије које  нису видљиве на ултразвуку.
Стереотактичка биопсија се може користити, уз рендгенско навођење, за извођење аспирације фином иглом за цитологију и биопсију за процену лезије органа или ткива. Међутим, та врста биопсије се понекад користи и за стереотактичко навођење код нпр. мамотомије уз помоћ вакуума. 

## Врсте биопсија
Постоји неколико типова биопсија зависно од апаратуре или метода, које укључују:
- стереотактичку биопсију
- ултразвучно вођену  биопсију,
- магнетном резонанцом вођену биопсију
- ексцизиона биопсија.

## Стереотаксична биопсија дојке
Стереотактичка биопсија дојке се изводи као нехируршки метод за процену абнормалности дојке, и може се обавити када мамографија покаже абнормалност дојке као што су:
- сумњива маса,
- ситне групе малих наслага калцијума (микрокалцификације),
- дисторзија у структури ткива дојке,
- област абнормалне промене ткива,
- нова маса или област наслага калцијума на месту претходне операције.

Стереотактичка биопсија дојке је неопходна за процену атипичних калцификација које се налазе на мамографији дојке. Ако калцификације показују класичну појаву доброћудних фиброцистичних промена тада обично није потребна биопсија.
Ако резултати покажу ћелије рака, хирург може користити ове информације за планирање лечења.

### Начин извођења
Биопсија се ради на следећи начин:
- Доктор прво очисти (дезинфијује) подручје на  дојци у комје потом  убризгава локални анестетик..
- Потом се дојка притисне надоле како би се задржала у том положају током поступка.
- Све време пацијент морате мировати док се биопсија ради.
- Потом се на дојци прави веома мали рез у одручја које треба биопсирати.
- Помоћу посебне машине, игла се води до тачне локације абнормалног подручја са коха се узима неколико узорака ткива дојке.
- Потом се поставља мали метални клипс у дојку у пределу биопсије, који слузи да означи место за каснију хируршку биопсију, ако је потребно.
- Након што је узет узорак ткива, игла се уклања.
- Лед и притисак се примењују на место да се заустави крварење.
- Биће постављен повеска да апсорбује било какву течност, док шавови на резу нису потребни. Могу се применити и лепљиве траке  преко било које ране, ако је потребно.

Поступак обично траје око 1 сат, што укључује време потребно за припрему и рендгенско снимке и биопсију (док сама биопсија траје само неколико минута).

### Ограничења
Постоје неки случајеви у којима стереотактичка биопсија можда неће бити могућа, укључујући:
- Циљна абнормалност се налази близу зида грудног коша или директно иза брадавице.
- Мамограф показује само нејасну промену густине ткива, али не и дефинитивну масу или чвор. Налаз може бити превише суптилан да би се идентификовао у време биопсије.
- Дојка је сувише танка.
- Мета се састоји од дифузних наслага калцијума расутих по дојци, које је понекад тешко погодити.